# Mazepa (film 1914)
Mazepa (ros. Мазепа, Maziepa) – rosyjski film niemy z 1914 roku w reżyserii Edwarda Puchalskiego i Piotra Czardynina. Obraz powstał na motywach dramatu Juliusza Słowackiego Mazepa.

## Historia filmu
Film powstał w 1914 roku. Jest to adaptacja dramatu Juliusza Słowackiego Mazepa. Powstał w atelier Aleksandra Chanżonkowa. W drugiej dekadzie XX wieku, gdy popularnością cieszyły się adaptacje filmowe literatury klasycznej, kinematografia rosyjska zwróciła uwagę na klasyków polskich. W tym okresie powstał także film Potop w reżyserii Piotra Czardynina na motywach powieści Henryka Sienkiewicza. Oba filmy, Mazepa i Potop, zapewne były tworzone z myślą o polskiej publice.

## Fabuła
Pomiędzy szlachcicami Iwanem Mazepą i Janem Paskiem wybucha konflikt. W 1661 roku Pasek przyłącza się potajemnie do antykrólewskiej opozycji. Mazepa, który o tym się dowiaduje, informuje o zdradzie króla Jana Kazimierza. Pasek zostaje aresztowany, jednak przekonuje sędziów o swojej niewinności. W akcie zemsty zdrajca oskarża Mazepę o romans z żoną wojewody Stanisława Falbowskiego. W rezultacie zazdrosny małżonek poniża Mazepę, przywiązując go nagiego do brzucha konia i wyprawiając w takim stanie do domu. 

## Obsada
- Arsienij Biblikow (Арсений Бибиков) – król Jan Kazimierz
- Iwan Mozżuchin – Mazepa, szlachcic dworu królewskiego
- Edward Puchalski (Эдуард Пухальский) – wojewoda
- Nadieżda Nielska (Надежда Нельская) – Amelia
- Nikołaj Nikolski (Николай Никольский) – Zbigniew

## Twórcy filmu
- Eduard Puchalski – reżyser
- Piotr Czardynin (Пётр Чардынин) – reżyser
- Aleksandr Chanżonkow (Александр Ханжонков) – prosucent